# Гареу
Гареу́ (фр. Garéoult, окс. Gareut) — коммуна на юго-востоке Франции в регионе Прованс — Альпы — Лазурный берег, департамент Вар, округ Бриньоль, кантон Гареу.
Площадь коммуны — 15,75 км², население — 5435 человек (2006) с тенденцией к стабилизации: 5486 человек (2012), плотность населения — 348,0 чел/км².

## Население
Население коммуны в 2011 году составляло — 5549 человек, а в 2012 году — 5486 человек.
| 1962 | 1968 | 1975 | 1982 | 1990 | 1999 | 2006 | 2008 | 2011 | 2012 |
| ---- | ---- | ---- | ---- | ---- | ---- | ---- | ---- | ---- | ---- |
| 674  | 711  | 1051 | 1849 | 3432 | 4882 | 5435 | 5592 | 5549 | 5486 |

Динамика населения:

## Экономика
В 2010 году из 3537 человек трудоспособного возраста (от 15 до 64 лет) 2194 были экономически активными, 1343 — неактивными (показатель активности 62 %, в 1999 году — 59,2 %). Из 2194 активных трудоспособных жителей работали 1940 человек (1052 мужчины и 888 женщин), 254 числились безработными (115 мужчин и 139 женщин). Среди 1343 трудоспособных неактивных граждан 330 были учениками либо студентами, 560 — пенсионерами, а ещё 453 — были неактивны в силу других причин.
На протяжении 2010 года в коммуне числилось 2234 облагаемых налогом домохозяйств, в которых проживало 5548,5 человек. При этом медиана доходов составила 20 тысяч 805 евро на одного налогоплательщика.

## Достопримечательности

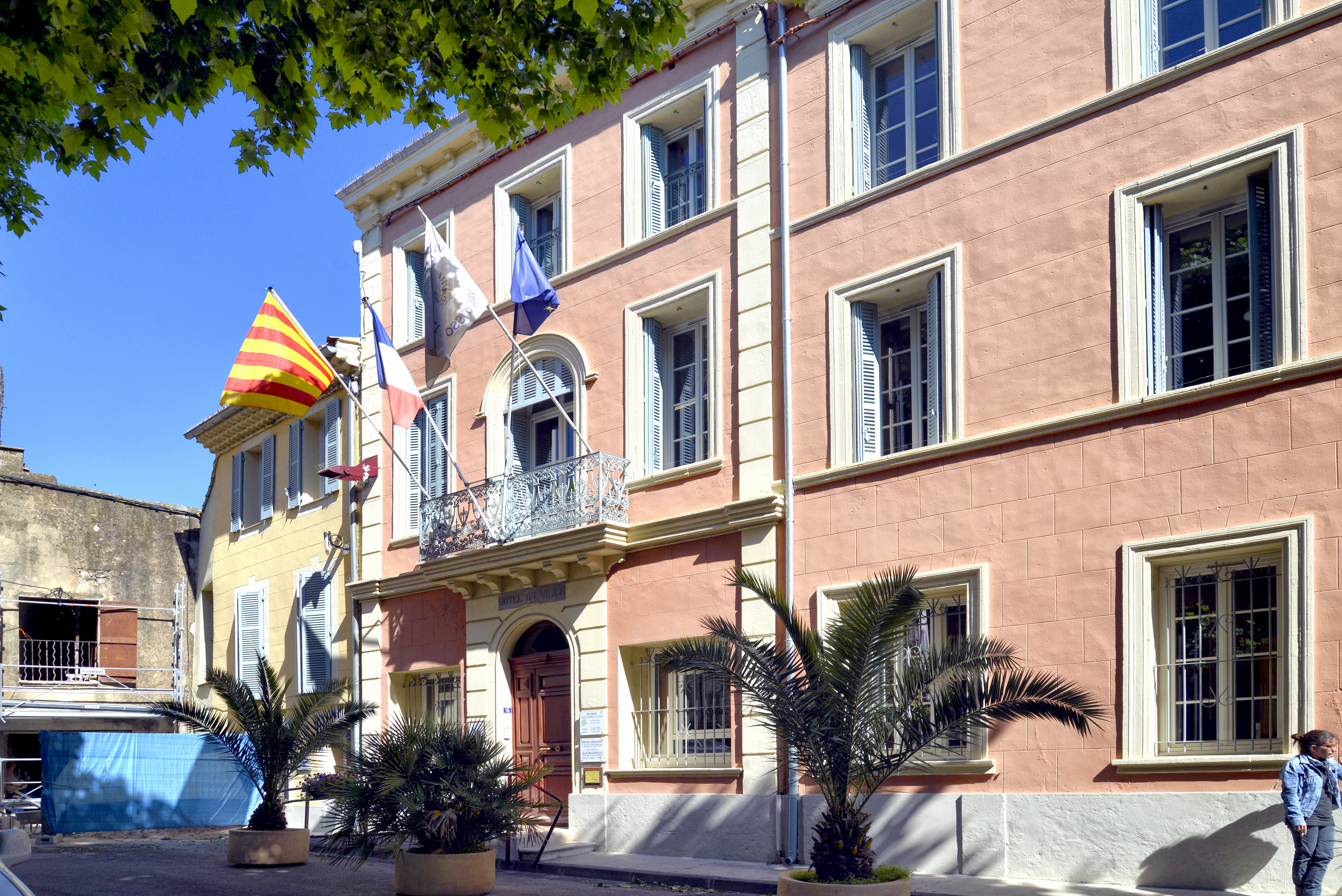
Здание мэрии